# Squirrel Girl
Doreen Green, alias Squirrel Girl (« Écureuillette » en VF), est une super-héroïne évoluant dans l'univers Marvel de la maison d'édition Marvel Comics. Créé par l'auteur Will Murray (en) et le dessinateur Steve Ditko, le personnage de fiction apparaît pour la première fois dans le comic book Marvel Super-Heroes (vol. 2) #8 en janvier 1992.
Squirrel Girl est une mutante qui possède des pouvoirs relatifs à l'écureuil. D'une étonnante efficacité, ses pouvoirs lui ont permis de vaincre certains des super-vilains les plus puissants présents dans l'univers Marvel.
Elle a appartenu à l'équipe des Vengeurs des Grands Lacs avant d'en partir et se rendre à New York pour devenir la nounou de Danielle Cage, le bébé de Luke Cage et Jessica Jones. Dans ses aventures en solo, elle partage son temps entre l'étude de l'informatique à l'Empire State University (en) et la lutte contre le crime, à la fois en solo et en tant que membre des Vengeurs.
Lors de la création du personnage, l'auteur, Will Murray, voulait se détacher du ton dramatique de titres comme la série X-Men afin de revenir à un type de bande dessinée plus léger, joyeux et insouciant.

## Historique de la publication

### Création
Le personnage de Squirrel Girl est créé par l'auteur Will Murray (en) et l'artiste Steve Ditko. Il apparait pour la première fois dans l'histoire The Coming of ... Squirrel Girl dans le comic book Marvel Super-Heroes (vol. 2) #8 (Marvel Super-Heroes Winter Special), daté de janvier 1992. Squirrel Girl attrape Iron Man, avec l'idée de faire équipe avec lui puis, quand celui-ci est capturé, vainc son ravisseur, le Docteur Fatalis. L'histoire introduit également son partenaire, l'écureuil Monkey Joe.
Murray a indiqué que le personnage lui avait été inspiré par une ancienne petite amie, fan des comics de Steve Ditko et aimant les rongeurs, ainsi que des écureuils, qui grouillaient autour de sa maison.

### Apparitions ultérieures
Squirrel Girl apparaît ensuite dans Marvel Year-In-Review '92 où elle est citée parmi les héros qui ne seront jamais dans Marvel 2099. Elle devait par la suite rejoindre les New Warriors, mais cette idée fut écartée avec le départ de Fabian Nicieza.
Elle n'apparait plus dans un comics pendant près de dix ans, n'étant évoquée que dans une aventure de Deadpool.
En 2005, Dan Slott écrit une mini-série de quatre numéros sur les Vengeurs des Grands Lacs. Créée en 1989, cette équipe regroupait des héros enthousiastes avec des capacités étranges, et en apparence inutiles. En seize années d'existence, ils n'apparurent que peu de fois, servant principalement de ressort comique. Quand un hommage est rendu à la série, l'équipe change de formation et Squirrel Girl y est introduite. La mini-série devient parodique, en tuant à chaque numéro un des membres de l'équipe ; quand Squirrel Girl parvient à faire de Monkey Joe un membre officiel de l'équipe, celui-ci est tué dans le troisième numéro.
Dans l'arc Civil War, le personnage combat avec son équipe Deadpool dans Cable & Deadpool #30.
Le personnage apparait enfin dans la série The New Avengers, non pas en tant que membre de l'équipe mais comme nounou du bébé de Luke Cage et Jessica Jones, tout en suivant des cours à l'Empire State University (en).

## Biographie du personnage
Doreen Green est une adolescente mutante, surnommée « la Rongeur » par les autres étudiants, en dépit de ses tentatives pour dissimuler son étrange apparence. Elle décide de fuir les moqueries en se réfugiant dans les bois et se lie d’amitié avec les écureuils, découvrant alors son pouvoir de communication avec ces animaux. Elle devient amie avec l’un d’entre eux, qu’elle baptise « Monkey Joe ».
Fan du super-héros Iron Man, alors en visite dans l'une des Entreprises Stark sous son identité réelle de Tony Stark, Doreen se fabrique un costume et adopte le nom de Squirrel Girl (Écureuillette), espérant ainsi devenir la partenaire du héros. 
Alors qu’elle recherche Iron Man, elle participe à son premier combat en tant qu'héroïne, ne réalisant pas que son adversaire n’est autre que le terrible Docteur Fatalis, le dictateur absolu de la Latvérie, alors présent dans la région pour des raisons inconnues — Fatalis affirmera par la suite qu’il s’agissait de l’un de ses Doombots (« Fatalibots » en français), une créature robotique de son invention.
Après avoir échappé à Fatalis, elle croise Iron Man et lui demande d'être son partenaire. Mais Fatalis, revenant à la charge, s’empare d’eux et les emprisonne à bord de son vaisseau, se préparant à les éliminer au-dessus de l’Océan Atlantique. Squirrel Girl appelle alors à l’aide Monkey Joe et d’autres écureuils ; ceux-ci assaillent le vaisseau de Fatalis et commencent à ronger les câbles et les fils électriques du vaisseau avant de libérer les deux captifs. Les écureuils se retournent ensuite contre Fatalis lui-même commencent à ronger les jointures de son armure et sa cape. Son armure sérieusement endommagée, Fatalis est obligé de s’enfuir.
Par la suite, Iron Man choisit de ne pas prendre Doreen comme partenaire mais lui souhaite tout de même bonne chance.

## Pouvoirs, capacités et équipement
Squirrel Girl est une mutante qui a hérité de plusieurs mutations en rapport avec l'écureuil. Elle possède notamment des marques noires autour de ses yeux dont la nature est indéfinie : on ignore si elles sont causées par sa mutation ou si elles sont un maquillage visant à renforcer son apparence d'écureuil. Sa force, sa vitesse, son agilité et ses réflexes sont au-dessus de la moyenne humaine, mais leurs limites exactes ne sont pas connues (du fait de son jeune âge, il serait possible que certaines de ces facultés augmentent dans le futur). Elle possède également un métabolisme assez élevé, nécessitant qu’elle se nourrisse régulièrement.
Lors de sa première rencontre avec Iron Man, elle effectue une exhibition détaillée de ses pouvoirs : une queue préhensile couverte de fourrure d'un mètre de long (qu'elle peut utiliser pour masquer les yeux d’un ennemi ou pour se réchauffer en l’enroulant contre elle), des incisives adaptables et capables de ronger le bois, des doigts munis de griffes (qui lui permettent d'escalader les arbres et les parois similaires) et des griffes pointues et rétractables aux articulations des poings (permettant de percer du bois dur), ainsi qu'une force et une agilité élevée qui lui permet de se déplacer facilement entre les arbres et de sauter sur une hauteur de plusieurs étages.
Elle est aussi capable de communiquer avec les écureuils : elle connait le langage des rongeurs, imite parfaitement le cri des écureuils et peut contrôler leurs actions. Capable de leur parler dans leur langue, elle peut aussi se faire comprendre d'eux en parlant anglais. Il semble qu'elle a créé un puissant lien (sans doute de nature empathique) avec certains écureuils (semble-t-il, un seul à la fois), comme Monkey Joe puis Tippy Toe. Avec ce lien, ces écureuils semblent bénéficier d’une intelligence rudimentaire, mais somme toute supérieure à celles de leurs congénères.
Elle acquiert plus tard des réflexes développés (qu'elle associe encore au rongeur) ainsi que sa vision (ses yeux brillent en rouge dans des lieux peu éclairés) et son odorat. Elle se révèle une combattante au corps à corps redoutable, capable de vaincre Wolverine en duel. Elle a également révélé que ses lèvres avaient un goût de noisette.
Squirrel Girl porte une ceinture avec plusieurs sacoches contenant des noix, comme collation pour ses amis écureuils, et qu’elle consomme elle aussi régulièrement pour compenser le rythme de son métabolisme. Ses sacs sont désignés de façon humoristique comme des « sacs de noix » (nut sacks). Ces sacoches contiennent aussi des noisettes et des noix de macadamia (un fruit australien), qui lui donnent de la vigueur supplémentaire.
Si de tels pouvoirs semblent ridicules en comparaison avec les acteurs majeurs de l'univers Marvel, l'humour absurde qui entoure le personnage de Squirrel Girl la rend capable de vaincre les personnages les plus puissants. Le site officiel de Marvel Comics lui attribue la note maximale à tous les critères de pouvoirs.

## Victoires
Depuis sa première apparition où elle bat le Docteur Fatalis, Squirrel Girl est souvent montrée battant des ennemis importants de l'univers Marvel, malgré leur puissance phénoménale. Cependant, la plupart de ses victoires se font en dehors des images ; on ne voit en effet que ses duels contre Deadpool, MODOK et Wolverine. Deadpool, qui est battu par deux fois par Squirrel Girl, la considère comme l'une des plus puissantes super-héroïnes de l’univers Marvel, à l'égal de Thor ou d'Iron Man .
Squirrel Girl doit ses victoires notamment à l'excès de confiance de ses adversaires (Fatalis, MODOK), à une faiblesse de ceux-ci lors d'un combat précédent (Deadpool) ou du fait d'un usage original de ses pouvoirs (Fatalis, Bi-bête). Souvent, elle prend le dessus par sa présence d'esprit et sa malice ; par exemple, elle permet à la Chose de vaincre Bi-bête en entourant leur zone de combat de déchets malodorants, forçant le vilain à se boucher le nez avec ses deux mains, le rendant sans défense.
La victoire de Squirrel Girl sur Thanos reste cependant douteuse. Le Gardien Uatu, témoin du combat, affirme pourtant qu'elle a vaincu le Titan Fou et non une copie de lui-même ou un clone. Mais plus tard, Thanos révélera avoir trouvé le moyen de créer des clones de lui-même qui pourrait tromper « le plus cosmique des êtres ». De plus, la révélation vient d'un clone à la mémoire altérée.
Quoi qu'il en soit, Squirrel Girl a officiellement vaincu :
- le Docteur Fatalis[12]
- Machete[13]
- le Mandarin[10]
- Giganto[10]
- MODOK[10]
- Thanos[10]
- Terrax[10]
- Bug-Eyed Voice[7]
- Bi-bête[14]
- Deadpool[15]
- Pluton[16]
- Fin Fang Foom[17]
- Wolverine[6]

Elle a également sauvé le monde de Galactus mais, techniquement parlant, ne l'a pas défait (bien qu'elle tenta de lui faire du mal quand ils se rencontrèrent pour la première fois). Au lieu de cela, elle se lia d'amitié avec lui et le convainquit de ne pas détruire la Terre.

## Compagnons écureuils
Squirrel Girl est toujours accompagnée d'au moins un écureuil. Deux d'entre eux, Monkey Joe puis son successeur Tippy-Toe, sont des compagnons permanents. Après avoir insisté, Squirrel Girl a fait d'eux des membres à part entière des Vengeurs des Grands Lacs.
Elle a également donné des noms à d'autres écureuils dans Great Lakes Avengers #4 : Slippy Pete, Mr. Freckle et Nutso sont présumés morts, aspirés dans la singularité créée par Maelstrom.

### Monkey Joe
Monkey Joe apparaît dès les débuts de Squirrel Girl dans Marvel Super-Heroes Special vol. 2 #8, et tous les numéros de Great Lakes Avengers.
Le quatrième de couverture de la mini-série Great Lakes Avengers comporte un texte dédié à la mémoire de Monkey Joe : « Monkey Joe 1992-2005. He loved nuts. He will be missed. »
Aux côtés de Squirrel Girl, Monkey Joe a aidé à vaincre le Docteur Fatalis. Par la suite, le duo disparait plusieurs années avant d'intégrer en 2005 les Vengeurs des Grands Lacs dans la mini-série de Dan Slott. Peu après cette intégration, Monkey Joe meurt, apparemment des mains de Fatalis. Cependant, il est révélé plus tard que Leather Boy, ancien membre des V.G.L. rejeté pour son absence de pouvoir, a tué l'écureuil vêtu d'un costume proche de celui de Fatalis. La mort de Monkey Joe vient du choix de tuer un membre de l'équipe dans chaque numéro de la mini-série, afin de parodier les morts de super-héros.
Monkey Joe était plus intelligent que les autres écureuils ; il s'est montré capable d'utiliser des ordinateurs. Monkey Joe servait de commentateur acerbe des aventures des Vengeurs des Grands Lacs, portant des panneaux avec des commentaires sarcastiques. Après sa mort, le cercle-logo montrait un Monkey Joe mort avec des mouches entourant le cadavre. De retour dans le cercle du narrateur, il a une auréole.
Quand Doorman est allé dans l'au-delà, il rencontre Monkey Joe en train de jouer aux cartes avec les autres membres de V.G.L. décédés.

### Tippy-Toe
Après la mort de Monkey Joe, Squirrel Girl trouve un nouveau compagnon, une femelle écureuil qu'elle nomme Tippy-Toe (traduit dans les comics par Tites-Pattes) et à qui elle donne un nœud papillon rose. Tippy-Toe reprend quasi-intégralement le rôle de Monkey Joe aux côtés de Squirrel Girl. Squirrel Girl a failli l'appeler Monkey Joe 2. Bien qu'apparemment moins intelligente que Monkey Joe, Tippy-Toe pourrait user de cette impression, ayant vite prouvé de quoi elle était capable.
Membre de l'armée d'écureuils appelée par Squirrel Girl pour se battre contre Maelstrom et la Brigade de Batroc, Tippy-Toe est le seul écureuil que Doreen pourra sauver du Cosmic Crunch de Maelstron.
Il a accompagné et assisté Squirrel Girl dans ses combats victorieux contre MODOK et Thanos (elle a griffé le visage de MODOK avant de pénétrer son exo-chaise). Squirrel Girl a laissé Tippy-Toe derrière quand elle est partie combattre Terrax, et l'écureuil fut visé par Deathurge, qui clame vengeance pour être condamné à rester sur Terre sous la forme d'un écureuil. Tippy-Toe parvient à piéger Deathurge et le battre. Pendant l'arc Civil War, Tippy-Toe rejoint les Champions des Grands Lacs, s'alignant avec le groupe pro-enregistrement d'Iron Man.
Tippy-Toe peut comprendre les commentaires de sa partenaire, se plaignant quand Doorman (en) ne la compte pas comme membre sûre pour une mission. Elle a également été vue utilisant des outils humains, comme un tournevis et un mixeur, ce qui a énervé Mister Immortal (en) qui s'est plaint que l'écureuil cassait l'appareil en se préparant des smoothies.

## Accueil
L'auteur Brian Michael Bendis a mentionné la popularité du personnage parmi les auteurs et la décision unanime d'en faire la nurse dans New Avengers. Après avoir annoncé le rôle du personnage à la Comic-Con de 2010, Bendis a décrit la réaction du public comme folle et comparable à l'arrivée de Stan Lee dans la pièce.
Le cocréateur Will Murray et l'ancien éditeur en chef Joe Quesada souhaitaient également le retour du personnage, le premier voulant créer un ennemi capable de résister à Squirrel Girl et le second annonçant (avec humour) l'envie de lancer une série intitulée Squirrel Girl Destroys Your Nuts!.
UGO Networks a classé Squirrel Girl parmi les « Femmes par lesquelles on a honte d'être attirées » ainsi que parmi les super-héros mineures qu'ils apprécient tout de même.
Le site IGN a accueilli positivement l'apparition de l'héroïne dans la série principale New Avengers, où le personnage est dépeint de façon plus humaine et avec des ambitions autres qu'humoristiques.